# Indigo Girls (álbum)
Indigo Girls es el segundo álbum de estudio y el primer lanzamiento en un sello discográfico importante del dúo estadounidense de folk rock Indigo Girls. Fue publicado originalmente en 1989 por Epic Records.
Michael Stipe cantó en «Kid Fears», y los otros miembros de R.E.M. actuaron en «Tried to Be True». Además, la banda irlandesa Hothouse Flowers contribuyó con los coros en varias pistas, particularmente en el sencillo «Closer to Fine».

## Recepción de la crítica
Tras su lanzamiento, el álbum recibió reseñas en su mayoría positivas de los críticos, obtuvo un disco de oro después de seis meses y finalmente se convirtió en disco platino. El dúo fue nominado a un premio Grammy  al mejor artista novel y ganó en la categoría de mejor grabación de folk contemporáneo.

### Galardones
| Publicación | Lista                       | Posición | Ref.  |
| ----------- | --------------------------- | -------- | ----- |
| NME         | Best Albums of 1989         | 36       | [ 4 ] |
| Paste       | 80 Best Albums of the 1980s | 67       | [ 5 ] |
| Paste       | The Best Albums of 1989     | 20       | [ 6 ] |

## Lista de canciones
Todas las canciones escritas y compuestas por Amy Ray, excepto donde esta anotado. 
| Edición estándar |                                  |          |  |
| N.º              | Título                           | Duración |  |
| 1.               | «Closer to Fine» (Emily Saliers) | 4:02     |  |
| 2.               | «Secure Yourself»                | 3:33     |  |
| 3.               | «Kid Fears»                      | 4:34     |  |
| 4.               | «Prince of Darkness» (Saliers)   | 5:22     |  |
| 5.               | «Blood and Fire»                 | 4:36     |  |
| 6.               | «Tried to Be True»               | 2:59     |  |
| 7.               | «Love's Recovery» (Saliers)      | 4:22     |  |
| 8.               | «Land of Canaan»                 | 3:57     |  |
| 9.               | «Center Stage»                   | 4:46     |  |
| 10.              | «History of Us» (Saliers)        | 5:26     |  |

## Posicionamiento
| Gráficas (1989)                | Pico de posición |
| ------------------------------ | ---------------- |
| Australia (ARIA Charts)        | 64               |
| Estados Unidos (Billboard 200) | 22               |